# Wayne Bridge
Wayne Michael Bridge (Southampton, 5 agosto 1980) è un ex calciatore inglese, di ruolo difensore.

## Carriera

### Club
Ha cominciato la carriera professionistica nella squadra della sua città, il Southampton, nel 1997. Già dal 1999 giocava da titolare, e dopo la stagione 2000-2001 fu nominato "Southampton Player of the Year". In cinque anni ha totalizzato 173 presenze (di cui 151 in campionato) e due gol coi Saints.
Nel 2003 è stato ceduto al Chelsea in cambio di 7 milioni di sterline e di Graeme Le Saux. Coi Blues è stato fin dall'inizio titolare: uno dei migliori momenti della sua carriera è stato il gol (88' minuto) contro l'Arsenal nel quarto di finale di Champions League del 2004, che ha spedito il Chelsea in semifinale e ha interrotto una serie di 18 match consecutivi senza vittorie dei Blues contro i Gunners.
Nella stagione 2005-2006 Bridge ha perso il posto di terzino sinistro titolare, a favore dello spagnolo Asier del Horno: nel gennaio 2006 è andato in prestito al Fulham, guadagnandosi anche un posto per i Mondiali. Tornato al Chelsea, deve affrontare la concorrenza di Khalid Boulahrouz e di Ashley Cole. Il 3 gennaio 2009 il Manchester City ufficializza sul proprio sito il suo acquisto in cambio di una cifra stimata attorno ai 10 milioni di sterline. L'arrivo del terzino Gaël Clichy gli preclude lo spazio da titolare e lo costringe ad andare in prestito al West Ham Utd nella sessione invernale del mercato 2011.
Tornato in estate al City dopo 15 presenze con i londinesi, gioca solo la partita di Carling Cup vinta per 2-1 contro il Birmingham City il 21 settembre. Il 31 gennaio 2012 viene nuovamente ceduto in prestito, questa volta al Sunderland. Il 6 luglio 2012 firma con il Brighton. Dopo aver vestito anche la maglia del Reading, il 6 maggio 2014 si ritira dal calcio giocato.

### Nazionale
Nel 2002 è stato convocato per i Mondiali 2002, dopo che in quell'anno era arrivata per lui la prima convocazione. Due anni dopo ha partecipato a Euro 2004 in Portogallo. Nel 2006 ha preso parte ai Mondiali in Germania, ma si è infortunato, tornando solo 3 mesi dopo, in un'amichevole con l'Argentina. Raramente titolare in nazionale, Bridge conta comunque 36 presenze e 1 gol coi Three Lions. Il 25 febbraio 2010 ha deciso di lasciare la nazionale inglese in seguito allo scandalo che lo ha visto coinvolto insieme a John Terry e alla sua ex compagna Vanessa Perroncel.

## Statistiche

### Presenze e reti nei club
| Stagione               | Squadra                | Campionato             | Campionato | Campionato | Coppe nazionali | Coppe nazionali | Coppe nazionali | Coppe continentali | Coppe continentali | Coppe continentali | Altre coppe | Altre coppe | Altre coppe | Totale | Totale |
| Stagione               | Squadra                | Comp                   | Pres       | Reti       | Comp            | Pres            | Reti            | Comp               | Pres               | Reti               | Comp        | Pres        | Reti        | Pres   | Reti   |
| ---------------------- | ---------------------- | ---------------------- | ---------- | ---------- | --------------- | --------------- | --------------- | ------------------ | ------------------ | ------------------ | ----------- | ----------- | ----------- | ------ | ------ |
| 1998-1999              | Southampton            | PL                     | 23         | 0          | FACup+CdL       | 0+1             | 0               | -                  | -                  | -                  | -           | -           | -           | 24     | 0      |
| 1999-2000              | Southampton            | PL                     | 18         | 1          | FACup+CdL       | 2+2             | 0               | -                  | -                  | -                  | -           | -           | -           | 22     | 1      |
| 2000-2001              | Southampton            | PL                     | 38         | 0          | FACup+CdL       | 4+3             | 0               | -                  | -                  | -                  | -           | -           | -           | 45     | 0      |
| 2001-2002              | Southampton            | PL                     | 38         | 0          | FACup+CdL       | 1+3             | 0               | -                  | -                  | -                  | -           | -           | -           | 42     | 0      |
| 2002-2003              | Southampton            | PL                     | 34         | 1          | FACup+CdL       | 4+2             | 0               | -                  | -                  | -                  | -           | -           | -           | 40     | 1      |
| Totale Southampton     | Totale Southampton     | Totale Southampton     | 151        | 2          |                 | 22              | 0               |                    | -                  | -                  |             | -           | -           | 173    | 2      |
| 2003-2004              | Chelsea                | PL                     | 33         | 1          | FACup+CdL       | 2+0             | 0               | UCL                | 13                 | 2                  | -           | -           | -           | 48     | 3      |
| 2004-2005              | Chelsea                | PL                     | 15         | 0          | FACup+CdL       | 2+4             | 0               | UCL                | 4                  | 0                  | -           | -           | -           | 25     | 0      |
| 2005-gen. 2006         | Chelsea                | PL                     | 0          | 0          | FACup+CdL       | 1+1             | 0               | UCL                | 0                  | 0                  | CS          | 0           | 0           | 2      | 0      |
| gen.-giu. 2006         | Fulham                 | PL                     | 12         | 0          | FACup+CdL       | -               | -               | -                  | -                  | -                  | -           | -           | -           | 12     | 0      |
| 2006-2007              | Chelsea                | PL                     | 22         | 0          | FACup+CdL       | 3+4             | 0+1             | UCL                | 3                  | 0                  | CS          | 1           | 0           | 33     | 1      |
| 2007-2008              | Chelsea                | PL                     | 11         | 0          | FACup+CdL       | 3+5             | 0               | UCL                | 3                  | 0                  | CS          | 0           | 0           | 22     | 0      |
| 2008-gen. 2009         | Chelsea                | PL                     | 6          | 0          | FACup+CdL       | 0+2             | 0               | UCL                | 4                  | 0                  | -           | -           | -           | 12     | 0      |
| Totale Chelsea         | Totale Chelsea         | Totale Chelsea         | 87         | 1          |                 | 27              | 1               |                    | 27                 | 2                  |             | 1           | 0           | 142    | 4      |
| gen.-giu. 2009         | Manchester City        | PL                     | 16         | 0          | FACup+CdL       | -               | -               | CU                 | 6                  | 0                  | -           | -           | -           | 22     | 0      |
| 2009-2010              | Manchester City        | PL                     | 23         | 0          | FACup+CdL       | 2+3             | 0               | -                  | -                  | -                  | -           | -           | -           | 28     | 0      |
| 2010-gen. 2011         | Manchester City        | PL                     | 3          | 0          | FACup+CdL       | 0               | 0               | UEL                | 4                  | 0                  | -           | -           | -           | 7      | 0      |
| gen.-giu. 2011         | West Ham               | PL                     | 15         | 0          | FACup+CdL       | 2+1             | 0               | -                  | -                  | -                  | -           | -           | -           | 18     | 0      |
| 2011-gen. 2012         | Manchester City        | PL                     | 0          | 0          | FACup+CdL       | 0+1             | 0               | UCL                | 0                  | 0                  | CS          | 0           | 0           | 1      | 0      |
| Totale Manchester City | Totale Manchester City | Totale Manchester City | 42         | 0          |                 | 6               | 0               |                    | 10                 | 0                  |             | 0           | 0           | 58     | 0      |
| gen.-giu. 2012         | Sunderland             | PL                     | 8          | 0          | FACup+CdL       | 2+0             | 0               | -                  | -                  | -                  | -           | -           | -           | 10     | 0      |
| 2012-2013              | Brighton & Hove        | FLC                    | 37+2       | 3          | FACup+CdL       | 2+1             | 0               | -                  | -                  | -                  | -           | -           | -           | 42     | 3      |
| 2013-2014              | Reading                | FLC                    | 12         | 0          | FACup+CdL       | 0               | 0               | -                  | -                  | -                  | -           | -           | -           | 12     | 0      |
| Totale carriera        | Totale carriera        | Totale carriera        | 366        | 6          |                 | 63              | 1               |                    | 37                 | 2                  |             | 1           | 0           | 467    | 9      |

### Presenze e reti in nazionale
| Cronologia completa delle presenze e delle reti in nazionale ― Inghilterra | Cronologia completa delle presenze e delle reti in nazionale ― Inghilterra | Cronologia completa delle presenze e delle reti in nazionale ― Inghilterra | Cronologia completa delle presenze e delle reti in nazionale ― Inghilterra | Cronologia completa delle presenze e delle reti in nazionale ― Inghilterra | Cronologia completa delle presenze e delle reti in nazionale ― Inghilterra | Cronologia completa delle presenze e delle reti in nazionale ― Inghilterra | Cronologia completa delle presenze e delle reti in nazionale ― Inghilterra |
| Data                                                                       | Città                                                                      | In casa                                                                    | Risultato                                                                  | Ospiti                                                                     | Competizione                                                               | Reti                                                                       | Note                                                                       |
| -------------------------------------------------------------------------- | -------------------------------------------------------------------------- | -------------------------------------------------------------------------- | -------------------------------------------------------------------------- | -------------------------------------------------------------------------- | -------------------------------------------------------------------------- | -------------------------------------------------------------------------- | -------------------------------------------------------------------------- |
| 13-2-2002                                                                  | Amsterdam                                                                  | Paesi Bassi                                                                | 1 – 1                                                                      | Inghilterra                                                                | Amichevole                                                                 | -                                                                          | 46’                                                                        |
| 27-3-2002                                                                  | Leeds                                                                      | Inghilterra                                                                | 1 – 2                                                                      | Italia                                                                     | Amichevole                                                                 | -                                                                          | 87’                                                                        |
| 17-4-2002                                                                  | Liverpool                                                                  | Inghilterra                                                                | 4 – 0                                                                      | Paraguay                                                                   | Amichevole                                                                 | -                                                                          | 69’                                                                        |
| 21-5-2002                                                                  | Seogwipo                                                                   | Inghilterra                                                                | 1 – 1                                                                      | Corea del Sud                                                              | Amichevole                                                                 | -                                                                          | 46’                                                                        |
| 26-5-2002                                                                  | Kōbe                                                                       | Camerun                                                                    | 2 – 2                                                                      | Inghilterra                                                                | Amichevole                                                                 | -                                                                          |                                                                            |
| 7-6-2002                                                                   | Sapporo                                                                    | Argentina                                                                  | 0 – 1                                                                      | Inghilterra                                                                | Mondiali 2002 - 1º turno                                                   | -                                                                          | 79’                                                                        |
| 12-6-2002                                                                  | Ōsaka                                                                      | Nigeria                                                                    | 0 – 0                                                                      | Inghilterra                                                                | Mondiali 2002 - 1º turno                                                   | -                                                                          | 85’                                                                        |
| 7-9-2002                                                                   | Birmingham                                                                 | Inghilterra                                                                | 1 – 1                                                                      | Portogallo                                                                 | Amichevole                                                                 | -                                                                          | 46’                                                                        |
| 16-10-2002                                                                 | Southampton                                                                | Inghilterra                                                                | 2 – 2                                                                      | Macedonia                                                                  | Qual. Euro 2004                                                            | -                                                                          | 59’                                                                        |
| 29-3-2003                                                                  | Vaduz                                                                      | Liechtenstein                                                              | 0 – 2                                                                      | Inghilterra                                                                | Qual. Euro 2004                                                            | -                                                                          |                                                                            |
| 2-4-2003                                                                   | Sunderland                                                                 | Inghilterra                                                                | 2 – 0                                                                      | Turchia                                                                    | Qual. Euro 2004                                                            | -                                                                          |                                                                            |
| 3-6-2003                                                                   | Leicester                                                                  | Inghilterra                                                                | 2 – 1                                                                      | Serbia e Montenegro                                                        | Amichevole                                                                 | -                                                                          | 46’                                                                        |
| 20-8-2003                                                                  | Ipswich                                                                    | Inghilterra                                                                | 3 – 1                                                                      | Croazia                                                                    | Amichevole                                                                 | -                                                                          | 61’                                                                        |
| 10-9-2003                                                                  | Manchester                                                                 | Inghilterra                                                                | 2 – 0                                                                      | Liechtenstein                                                              | Qual. Euro 2004                                                            | -                                                                          | 59’                                                                        |
| 16-11-2003                                                                 | Manchester                                                                 | Inghilterra                                                                | 2 – 3                                                                      | Danimarca                                                                  | Amichevole                                                                 | -                                                                          | 46’                                                                        |
| 18-2-2004                                                                  | Faro                                                                       | Portogallo                                                                 | 1 – 1                                                                      | Inghilterra                                                                | Amichevole                                                                 | -                                                                          | 18’ 86’                                                                    |
| 5-6-2004                                                                   | Manchester                                                                 | Inghilterra                                                                | 6 – 1                                                                      | Islanda                                                                    | Amichevole                                                                 | 1                                                                          | 46’                                                                        |
| 4-9-2004                                                                   | Vienna                                                                     | Austria                                                                    | 2 – 2                                                                      | Inghilterra                                                                | Qual. Mondiali 2006                                                        | -                                                                          | 84’                                                                        |
| 8-9-2004                                                                   | Chorzów                                                                    | Polonia                                                                    | 1 – 2                                                                      | Inghilterra                                                                | Qual. Mondiali 2006                                                        | -                                                                          |                                                                            |
| 17-11-2004                                                                 | Madrid                                                                     | Spagna                                                                     | 1 – 0                                                                      | Inghilterra                                                                | Amichevole                                                                 | -                                                                          |                                                                            |
| 12-11-2005                                                                 | Lancy                                                                      | Argentina                                                                  | 2 – 3                                                                      | Inghilterra                                                                | Amichevole                                                                 | -                                                                          | 46’                                                                        |
| 1-3-2006                                                                   | Liverpool                                                                  | Inghilterra                                                                | 2 – 1                                                                      | Uruguay                                                                    | Amichevole                                                                 | -                                                                          | 32’                                                                        |
| 3-6-2006                                                                   | Manchester                                                                 | Inghilterra                                                                | 6 – 0                                                                      | Giamaica                                                                   | Amichevole                                                                 | -                                                                          | 35’                                                                        |
| 16-8-2006                                                                  | Manchester                                                                 | Inghilterra                                                                | 4 – 0                                                                      | Grecia                                                                     | Amichevole                                                                 | -                                                                          | 80’                                                                        |
| 6-6-2007                                                                   | Tallinn                                                                    | Estonia                                                                    | 0 – 3                                                                      | Inghilterra                                                                | Qual. Euro 2008                                                            | -                                                                          |                                                                            |
| 16-11-2007                                                                 | Vienna                                                                     | Austria                                                                    | 0 – 1                                                                      | Inghilterra                                                                | Amichevole                                                                 | -                                                                          |                                                                            |
| 21-11-2007                                                                 | Londra                                                                     | Inghilterra                                                                | 2 – 3                                                                      | Croazia                                                                    | Qual. Euro 2008                                                            | -                                                                          |                                                                            |
| 6-2-2008                                                                   | Londra                                                                     | Inghilterra                                                                | 2 – 1                                                                      | Svizzera                                                                   | Amichevole                                                                 | -                                                                          | 73’                                                                        |
| 28-5-2008                                                                  | Londra                                                                     | Inghilterra                                                                | 2 – 0                                                                      | Stati Uniti                                                                | Amichevole                                                                 | -                                                                          | 82’                                                                        |
| 1-6-2008                                                                   | Port of Spain                                                              | Trinidad e Tobago                                                          | 0 – 3                                                                      | Inghilterra                                                                | Amichevole                                                                 | -                                                                          | 84’                                                                        |
| 15-10-2008                                                                 | Minsk                                                                      | Bielorussia                                                                | 1 – 3                                                                      | Inghilterra                                                                | Qual. Mondiali 2010                                                        | -                                                                          |                                                                            |
| 19-11-2008                                                                 | Berlino                                                                    | Germania                                                                   | 1 – 2                                                                      | Inghilterra                                                                | Amichevole                                                                 | -                                                                          |                                                                            |
| 10-6-2009                                                                  | Londra                                                                     | Inghilterra                                                                | 6 – 0                                                                      | Andorra                                                                    | Qual. Mondiali 2010                                                        | -                                                                          | 63’                                                                        |
| 12-8-2009                                                                  | Amsterdam                                                                  | Paesi Bassi                                                                | 2 – 2                                                                      | Inghilterra                                                                | Amichevole                                                                 | -                                                                          | 84’                                                                        |
| 14-10-2009                                                                 | Londra                                                                     | Inghilterra                                                                | 3 – 0                                                                      | Bielorussia                                                                | Qual. Mondiali 2010                                                        | -                                                                          | 78’                                                                        |
| 14-11-2009                                                                 | Doha                                                                       | Brasile                                                                    | 1 – 0                                                                      | Inghilterra                                                                | Amichevole                                                                 | -                                                                          |                                                                            |
| Totale                                                                     |                                                                            | Presenze                                                                   | 36                                                                         |                                                                            | Reti                                                                       | 1                                                                          |                                                                            |

## Palmarès
- Campionato inglese: 1

Chelsea: 2004-2005
- Community Shield: 1

Chelsea: 2005
- Coppa d'Inghilterra: 1

Chelsea: 2006-2007
- Coppa di Lega inglese: 1

Chelsea: 2006-2007